# Hugo Stadtmüller
Hugo Stadtmüller (* 24. Oktober 1845 in Gamshurst, Baden; † 25. Januar 1906 in Heidelberg) war ein deutscher Klassischer Philologe.

## Leben und Werk
Hugo Stadtmüller, der Sohn eines Lehrers, wuchs in Buchen im Odenwald auf und besuchte dort ab 1854 die Bürgerschule. Ab 1859 besuchte er das Lyzeum in Mannheim, wo er sich unter dem Eindruck seiner Lehrer zum Studium der Klassischen Philologie entschloss. Von 1864 bis 1867 studierte er dann an der Universität Heidelberg, wo ihn besonders Hermann Köchly prägte, der damals das badische Schulwesen reformierte. Aus finanziellen Gründen schloss Stadtmüller das Studium nicht mit der Promotion ab, sondern ging als Hauslehrer an eine Erziehungsanstalt für Mädchen in Darmstadt. Von 1868 bis 1869 war er Hauslehrer bei einer russischen Familie, die den Sommer in Heidelberg und den Winter in Nizza verbrachte.
Ab Ostern 1869 war Stadtmüller im badischen Schuldienst, zunächst als Kandidat in Pforzheim, später (ab 14. November 1870) am Gymnasium in Wertheim, wo er 1872 zum Gymnasialprofessor ernannt wurde. Im August 1874 wechselte er an das Heidelberger Gymnasium, wo er bis zu seinem Tode wirkte. Während der mehr als dreißig Jahre, die er in Heidelberg lebte, beschäftigte sich Stadtmüller intensiv mit den griechischen Dichtern und den Handschriften der Universitätsbibliothek Heidelberg. Seine Forschungsschwerpunkte waren die attischen Tragiker, die Lyriker und die Epigrammatiker. Seine größte Arbeit, neben diversen textkritischen Studien und einer Handausgabe der griechischen Lyriker (1883), war die dreibändige kritische Edition (1894–1906) der griechischen Anthologie. Nach Erscheinen des ersten Bandes ernannte ihn die philosophische Fakultät der Universität Heidelberg zum Ehrendoktor.
Stadtmüller starb nach langer Krankheit am 25. Januar 1906. Ein Teil seines wissenschaftlichen Nachlasses, darunter Handexemplare und Kollationen, befindet sich in der Badischen Landesbibliothek in Karlsruhe.

## Schriften (Auswahl)
- Beiträge zur Texteskritik der Euripideischen Medea. Heidelberg 1876 (Schulprogramm)
- Eclogae poetarum Graecorum scholarum in usum. Leipzig 1883
- Anthologia Graeca epigrammatum Palatina cum Planudea. Drei Bände, Leipzig 1894–1906
  - Band 1 (1894) Palatinae libri I–VI. Planudeae libri V–VII
  - Band 2 (1899) Palatinae liber VII. Planudeae liber III
  - Band 3 (1906) Palatinae libri IX epigrammata 1–593. Planudeae liber I